# Branscombe Richmond
Branscombe Richmond est un acteur, musicien et chanteur américain né le 8 août 1955 à Los Angeles. Il est le fils de l'acteur et cascadeur Leo Richmond.

## Biographie
Sa première apparition en tant qu'acteur remonte à 1961, alors que Branscombe Richmond n'avait que six ans, aux côtés de Marlon Brando dans Les Révoltés du Bounty.
Il apparaît dans plusieurs séries comme Magnum, K 2000, Walker, Texas Ranger mais il joue également les cascadeurs comme son père dans de nombreuses productions, telles que Permis de tuer en 1989, dans la franchise James Bond, et Batman Returns en 1992, ainsi que dans le film Christophe Colomb : La Découverte de John Glen la même année.
Il restera pour de nombreux fans l'interprète de Bobby Sixkiller aux côtés de Lorenzo Lamas dans la série Le Rebelle, de 1992 à 1997, série qui l'a rendu mondialement célèbre. Il a depuis joué un rôle récurrent dans la série Walker, Texas Ranger.
Depuis 1990, il est également le leader du groupe de country-rock "Branscombe Richmond and the Renegade Posse".

## Filmographie partielle

### Longs métrages
- 1977 : Hamburger film sandwich (The Kentucky Fried Movie) de John Landis : un garde
- 1985 : Commando de Mark L. Lester : Vega
- 1988 : The New Adventures of Pippi Longstocking de Ken Annakin : Fridolf
- 1988 : Action Jackson de Craig R. Baxley : un voyou de la salle de billard
- 1988 : Héros (Hero and the Terror) de William Tannen : Victor
- 1989 : Cage de Lang Elliott : Diablo
- 1989 : Permis de tuer (Licence to Kill) de John Glen : un homme dans le bar
- 1990 : Échec et Mort (Hard to Kill) de Bruce Malmuth : Max Quentero
- 1990 : Un flic à la maternelle (Kindergarten Cop) d'Ivan Reitman : un portier
- 1991 : Harley Davidson et l'Homme aux santiags : Un biker indien
- 1991 : La Prise de Beverly Hills (The Taking of Beverly Hills) de Sidney J. Furie : Benitez
- 1992 : Batman : Le Défi (Batman Returns) de Tim Burton : Terrifying Clown #1
- 1992]: Aigle de fer 3 (Iron Eagle III) de John Glen : mercenaire péruvien (Rapist)
- 1992 : Christophe Colomb : La Découverte (Christopher Columbus: The Discovery) de John Glen : chef indien
- 1993 : Sunset Grill de Kevin Connor
- 1996 : Une femme à abattre (To the Limit) de Raymond Martino : Don Williams
- 2002 : Le Roi Scorpion (The Scorpion King) de Chuck Russell : Jesup
- 2008 : Sans Sarah, rien ne va ! (Forgetting Sarah Marshall) de Nicholas Stoller : Keoki
- 2011 : Le Mytho (Just Go With It) de Dennis Dugan : Barman
- 2021 : Ohana ou le trésor caché (Finding 'Ohana) de Jude Weng
- 2022 : Paradise City de Chuck Russell

### Téléfilms
- 1997 : Hawaii Five-O (téléfilm)|Hawaii Five-O : Napoleon DeCastro
- 1990 : El Diablo (TV) de Peter Markle : Dancing Bear

### Séries télévisées
- 1977 : Super Jaimie (série télévisée) : L'homme de la sécurité (saison 3, épisode 13)
- 1980 - 1982 : Magnum :
  - (saison 1, épisode 1) : Moki
  - (saison 1, épisode 2) : Moki
  - (saison 3, épisode 3) : Gerald Akoa
- 1980 : Drôles de dames (série télévisée) : Bob Ahuna (saison 5, épisode 7)
- 1983 : L'Agence tous risques : figuration
- 1984 : Automan (série télévisée) : Johnson  (saison 1, épisode 4)
- 1985 : Superminds (série télévisée) (saison 1, épisode 5)
- 1985 : Supercopter (série télévisée) : Jimmy Oshiro (saison 3, épisode 10)
- 1985 : MacGyver (série télévisée) (saison 1, épisode 6)
- 1986 : Magnum (série télévisée) : Smitty (saison 7, épisode 18)
- 1987 : La Belle et la Bête (série télévisée) (saison 1, épisode 3)
- 1987 : Rick Hunter (série télévisée) : Un voyou (saison 4, épisode 17)
- 1987 : MacGyver (série télévisée) : Grade (saison 3, épisode 16)
- 1988 : Magnum (série télévisée) : Henchman (saison 8, épisode 5)
- 1989 : Alerte à Malibu (série télévisée) : Un sauveteur (saison 1, épisode 1 et 2)
- 1992 - 1996 : Le Rebelle (série télévisée) (saison 1 à 5) : Bobby Sixkiller
- 1997 : Walker, Texas Ranger (série télévisée) : Deputy George Black Fox (saison 6, épisode 13)
- 2001 : La Loi du fugitif (série télévisée) : Green Richard (saison 2, épisode 16)
- 2002 : Power Rangers : Force animale : Mr Enrile (épisode 21)
- 2003 : Tremors (série télévisée) : Harlowe Winnemucca (saison 1 ; épisodes 1, 2 et 8)
- 2004 : Charmed (série télévisée) : Fierce Demon (saison 7, épisode 1)
- 2005 : Joey (série télévisée) : Ray (saison 2, épisode 10)
- 2009 : Hawaii 5-0 (saison 1, épisode 17) : Saloni
- 2016 - : Chicago Med (série télévisée) : Keoni
- 2022 :  NCIS: Hawaiʻi (saison 2, épisode 05) : Maleko Loane